# Flugregeln
Flugregeln sind Vorschriften, die für die Teilnahme am zivilen Luftverkehr gelten und der Flugsicherheit dienen.
Es wird grundlegend zwischen Sichtflugregeln (Visual Flight Rules VFR) und Instrumentenflugregeln (Instrument Flight Rules IFR) unterschieden.
Streckenflüge können sowohl nach Sichtflugregeln als auch nach Instrumentenflugregeln durchgeführt werden. Bei einem Flug nach Instrumentenflugregeln hat man jedoch durch die geringere Wetterabhängigkeit eine höhere Wahrscheinlichkeit, dass der Flug stattfinden kann.

## Übersicht
| Bezeichnung              | englische Bezeichnung                 | Bedingungen |
| ------------------------ | ------------------------------------- | --- |
| Sichtflugregeln          | Visual flight rules (VFR)             | erlauben ein Flugzeug bei Sichtflugbedingungen (Visual Meteorological Conditions (VMC)) zu betreiben                                                                                                  |
| Kontrollierter Sichtflug | Controlled visual flight rules (CVFR) | |
| Sonder-Sichtflugregeln   | Special visual flight rules (SVFR)    | beschreiben Verfahren, unter denen ein Pilot ein Flugzeug innerhalb einer Kontrollzone nach VFR auch außerhalb der VMC betreiben darf                                                                 |
| Nachtflugregeln          | Night visual flight rules (NVFR)      | Nachtflugqualifikation |
| Instrumentenflugregeln   | Instrument flight rules (IFR)         | Vorschriften und Verfahren zum Fliegen unter ausschließlicher Verwendung der Instrumente eines Luftfahrzeugs. Anzuwenden bei Instrumentenflugbedingungen (Instrument Meteorological Conditions (IMC)) |